# Tanja (ime)
Tanja je žensko ime slavenskog porijekla. Dolazi od ruskog imena Tatjana (Татьяна) što znači Vatrena kraljica. No može biti i izvedena od grčke riječi Titania (div) ili romanskih riječi Titiania i Tatius (velik). 

## Varijacije imena
- Slavenska imena

- Tatjana, Taša, Tašenka
- Finsko ime

- Taina (ime kršćanske svetice iz 3. stoljeća)
- Titania

- ime vilinske kraljice u Šekspirovom djelu "San ljetne noći";
- ime najvećeg Uranovog satelita, Titanije;
- Tana, Tanya, Tatiana